# Manlia Escantila
Manlia Escantila (en latín: Manlia Scantilla) fue una romana que vivió en el siglo II. Fue brevemente emperatriz romana como esposa del emperador Didio Juliano.

## Biografía
Su nombre indica que había nacido en la familia o gens Manlia, que si es correcto, indica un ilustre linaje patricio. Sin embargo, pudo haber descendido de un esclavo liberto que perteneciera a un miembro de esa familia.
Manlia Escantila se casó con el general Didio Juliano antes de su sucesión. Alrededor del año 153, le dio a Juliano una única hija, Didia Clara, conocida por su belleza. Se conoce el aspecto de Manlia Escantila por las monedas, muy raras, que llevan la inscripción MANL (o MANLIA) SCANTILLA AVG. Su cara ajada indica una edad avanzada en el momento de la ascensión al trono.
Su marido se convirtió en emperador el 28 de marzo de 193. Ese día, Escantila y su hija, fueron premiadas con el título de Augusta por un decreto del Senado romano. Escantila disfrutó su breve título y estatus durante menos de tres meses. Su esposo fue asesinado el 1 de junio de 193. El nuevo emperador Septimio Severo le quitó su estatus y título de Augusta, pero le dio a Manlia Escantila y a su hija el cuerpo del anterior emperador para que lo enterrasen. Las dos mujeres enterraron a Juliano en una tumba junto al de su bisabuelo. El destino de su única hija, Didia Clara, se desconoce.